# Мікроскоп (сузір'я)

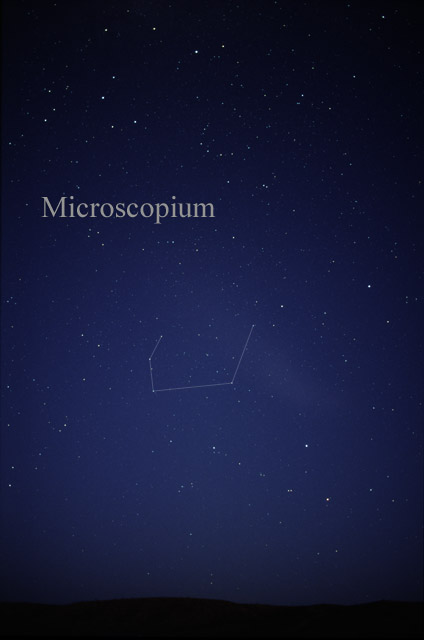
Мікроскоп неозброєним оком.

Мікроско́п (лат. Microscopium) — невелике сузір'я південної півкулі неба. Лежить на південь від Козорога, на північ від Індіанця, на схід від Стрільця і на захід від Південної риби і Журавля.
Займає на небі площу в 210 квадратних градусів, містить 37 зірок, видимих неозброєним оком. Не містить зірок яскравіше 4-ї зоряної величини.

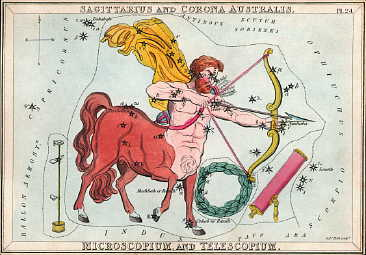
Сузір'я Стрільця, Південної Корони, Мікроскопа та Телескопа із «Дзеркала Уранії», набору карток сузір'їв виданого в Лондоні, бл. 1825 року.

Найкращі умови видимості ввечері — у вересні-жовтні.
Сузір'я ввів у 1754 році відомий дослідник південного зоряного неба французький астроном Нікола Луї де Лакай на честь Антоні ван Левенгука.